# Andreas Lassner
Andreas Lassner (* 22. April 1985 in Rum) ist ein ehemaliger österreichischer Handballspieler.

## Karriere
Der Kreisläufer begann 2004 seine Profi-Karriere bei ULZ Schwaz. Davor war er bereits für denselben Verein in diversen Jugendligen aktiv. Im März 2014 beendete er dort seine Spielerlaufbahn. Während seiner aktiven Zeit lief er ebenfalls für die österreichische Nationalmannschaft auf.

## Erfolge
- Österreichischer Pokalsieger (2010/11 mit dem ULZ Schwaz)